# Fredrik Johansson (friidrottare)
För andra betydelser, se Fredrik Johansson.
Fredrik Johansson, född 15 juli 1986, en svensk friidrottare (sprinter) tävlande för IF Göta. 

## Karriär
Fredrik Johansson deltog 2005 på 400 meter vid junior-EM i Kaunas i Litauen. I försöken förbättrade han sitt personliga rekord till 47,04 vilket räckte för att gå vidare till semifinal, men väl där slogs han ut med tiden 48,14. Han var också, tillsammans med Joni Jaako, Johan Kågeman och Simon Johansson, medlem i det svenska långa stafettlaget som slogs ut redan i försöken.
Vid U23-EM i Debrecen, Ungern år 2007 tog sig Fredrik Johansson till final på 400 meter efter att ha vunnit sitt försöksheat på 46,79 och kommit fyra i ena semifinalheatet med 46,52. I finalen kom han på sjunde plats med 46,37. Han deltog även tillsammans med Joni Jaako, Niklas Larsson och Tor Pöllönen i det svenska långa stafettlaget som blev diskvalificerat i försöken.

## Personliga rekord
| Utomhus - 100 meter – 10,68 (Sundsvall 8 augusti 2008) - 100 meter – 10,67 (Jönköping 1 september 2007) - 100 meter – 10,57 (Torsby 31 maj 2008) - 200 meter – 21,18 (Sundsvall 8 augusti 2010) - 200 meter – 20,97 (Jönköping 1 september 2007) - 400 meter – 46,33 (Stockholm 7 augusti 2007) - 1 500 meter – 3:57,64 (Norrtälje 9 augusti 2008) - 3 000 meter – 9:34,75 (Norrtälje 10 augusti 2008) - Maraton – 2:23:10 (Zürich, Schweiz 17 augusti 2014) - 2000 meter hinder – 6:04,74 (Norrtälje 8 augusti 2008) | Inomhus - 60 meter – 7,00 (Eskilstuna 6 februari 2010) - 400 meter – 48,36 (Sätra 28 februari 2010) |